# Harald Cramér

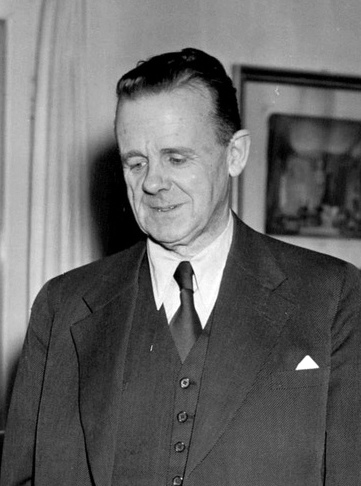
Harald Cramér

Harald Cramér (ur. 1893, zm. 1985) – szwedzki matematyk i statystyk. Współautor twierdzenia matematycznego od jego nazwiska nazwanego twierdzeniem Craméra-Wolda, nierówności Rao-Craméra, testu Craméra-von Misesa, a także twierdzenia Lévy’ego-Craméra. Twórca współczynnika V Craméra. Laureat Medalu Guya (1972).